# Aina Schiller
Aina Lili Schiller, född 5 juli 1887 på Segerfors i Arvika församling, död 13 oktober 1978 i Vasa församling i Göteborg, var en svensk gymnastikdirektör och målare.
Hon var dotter till godsägaren Gustaf Schiller och Lotten (Charlotta), född Ljunggren. 
Hon studerade i sin ungdom vid Caleb Althins målarskola 1910–1911 och bedrev konstnärskapet som en hobby vid sidan av arbetet som gymnastiklärare. Hon återupptog konststudierna för André Lhote och vid Académie Julian i Paris 1950–1951 samt för skulptören H. Steiner i Merano i Italien och för Alf Lindberg i Göteborg. Hon medverkade under 1950-talet i några samlingsutställningar i Stockholm och Karlskoga. Tillsammans med Bengt Delefors ställde hon ut separat på Borås konstmuseum 1957.  
Hennes konst består av målade realistiska vardagsmotiv som visar ett visst släktskap med Göteborgsmåleriet.
Schiller är representerad vid Borås konstmuseum med akvarellen Utsikt mot Djurgården.